# Neodaksha atromaculatus
Neodaksha atromaculatus är en insektsart som först beskrevs av William Lucas Distant 1910.  Neodaksha atromaculatus ingår i släktet Neodaksha och familjen Flatidae. Inga underarter finns listade i Catalogue of Life.